# Pretty on the Inside
Pretty on the Inside ist das Debütalbum der Grunge-Band Hole. Die damaligen Bandmitglieder waren Courtney Love (Gesang/Gitarre), Eric Erlandson (Gitarre), Jill Emery (Bass) und Carolyn Rue (Schlagzeug).

## Pretty on the Inside
Hole hatte sich bereits 1989 gegründet. Nach zwei Singles, Retard Girl (1990, Sympathy for the Record Industry) und Dicknail (1991, Sub Pop), unterschrieb die Band einen Plattenvertrag bei Caroline Records. Als Produzenten wurden Kim Gordon und Don Fleming verpflichtet. Tatsächlich umwarb Courtney Love Kim Gordon, die Sängerin und Bassistin von Sonic Youth, die sich jedoch nicht als Produzentin sah und daher Don Fleming von der befreundeten Band Gumball zusätzlich verpflichtete. Die Aufnahmen fanden in den Music Box Studios in Los Angeles statt und wurden an sieben Tagen im März 1991 fertiggestellt. Das Album wurde von der kompletten Band zusammen geschrieben. Das elfte und letzte Stück ist Clouds, eine Coverversion von Joni Mitchell. Auf der US-amerikanischen Fassung des Albums ist dieses Lied, das mit dem vorherigen Stück, dem Titellied Pretty on the Inside, ineinander übergeht nicht separat aufgelistet.
Am 23. August 1991 wurde Pretty on the Inside über Caroline Records veröffentlicht. In Europa erschien das Album über das deutsche Independent-Label City Slang. Die erste und einzige Singleauskopplung Teenage Whore erschien einige Tage vorher mit den B-Seiten Drown Soda und Burn Black, die nicht auf dem Album enthalten waren.
Nach der Veröffentlichung brach das Line-up auseinander. Patty Schemel (Schlagzeug) und Leslie Hardy (Bass) kamen zur Band.

## Titelliste
1. Teenage Whore – 2:57
2. Babydoll – 5:00
3. Garbage Man – 3:14
4. Sassy – 1:43
5. Good Sister/Bad Sister – 5:47
6. Mrs. Jones – 5:20
7. Berry – 2:46
8. Loaded – 4:19
9. Star Belly – 1:46
10. Pretty on the Inside – 1:27
11. Clouds (Joni Mitchell) – 3:58

## Erfolg
Die Single Teenage Whore erreichte in den britischen Independent-Charts Platz 1. Das Album selbst verfehlte die Charts, erhielt aber wohlwollende Kritiken, insbesondere in der britischen Musikpresse.  Bis 2004 wurden 200.000 Exemplare des Albums abgesetzt.
Vom Melody Maker wurde das Album in die Liste der 20 besten Alben des Jahres aufgenommen.

## Musikstil
Holes Debütalbum klingt nach Meinung vieler Rezensenten wie eine wütende Mischung aus Alternative-Rock-, Punk- und Noise-Rock-Stücken. Das Album wird von Allmusic-Redakteur Stephen Thomas Erlewine als „kompromißlos“ bezeichnet. Der häufige Einsatz von weißem Rauschen und Rückkopplung würde es schwer machen, das Album am Stück zu hören. Dazu passend sang Love die Lieder des Albums unsauber, tief und aggressiv ein. Der Gesang wurde stellenweise auch tiefer gemischt, was die Verständlichkeit der Texte noch zusätzlich erschwerte. Musikalisch lehnte sich das Album damit an die Riot-Grrrl-Szene um Bands wie Babes in Toyland und L7 an, ging jedoch vom Konzept und von der Aggression her weiter.
Dazu kamen vor allem politische, feministische Texte, die vor allem wütende Reaktionen und Anklagen auf das Establishment waren. Viele der Songs basierten auf dem Gegensatzpaar „Gut und Schön“ vor dem Hintergrund ihrer Heimatstadt Los Angeles. Ein Teil der Lieder, wie Teenage Whore und das Titelstück, sind autobiografisch geprägt und basieren auf Courtney Loves schwieriger Kindheit.

## Sonstiges
Das Cover zeigt die Band vor einem rosafarbenen Hintergrund, fotografiert wurden sie von Vickie Berndt. Die Rückseite des Albumcovers wurde von der Bassistin Jill Emery selbst entworfen und gezeichnet.
Zu Garbadge Man (der Rechtschreibfehler ist Absicht) wurde ein Video gedreht.